# Chrysler LeBaron
A Chrysler LeBaron (vagy Chrysler Imperial LeBaron) eredetileg egy 1930-as évekbeli luxusautó volt, melynek karosszériáját a LeBaron Incorporated, alvázát és hajtásláncát pedig a Chrysler gyártotta. Az autó a kor olyan luxusjárműveivel versengett, mint a Lincoln vagy a Packard felsőkategóriás modelljei. 1953-ban a Chrysler felvásárolta a LeBaront, anyavállalatával, a Briggs Manufacturinggal együtt.
Az Imperial LeBaronok gyártásának 1941-es leállítása után a név 1956-ban tért vissza, mint a Chrysler által alapított luxusmárka, az Imperial legjobban felszerelt modellje. Ez a Continentalok, Cadillacek és Packardok közvetlen riválisa volt, gyártása 1975-ben fejeződött be.
A LeBaron név két évvel később, 1977-ben ismét visszatért a Chrysler LeBaron bemutatásával, ez azonban a korábbiakkal ellentétben már nem luxusautó, hanem a gyár legolcsóbb modellje volt. Ennek a modellnek a gyártása 1995-ig folytatódott, három generáción keresztül. Bár azóta nem mutattak be újabb modellt ilyen néven, a LeBaron így is a Chrysler történetének egyik legnagyobb múltra visszatekintő modellneve.

## A LeBaron vállalat
A LeBaron Incorporated egy nagy presztízsű karosszériagyártó vállalat volt, mely számos luxusautóhoz gyártott karosszériákat az 1920-as és 1930-as években. A céget 1920-ban alapította Thomas L. Hibbard és Raymond H. Dietrich, Bridgeportban, Connecticutban. Később, 1926-ban felvásárolta a főleg Ford, Chrysler, Hudson és Packard modellekhez karosszériákat gyártó detroiti Briggs Manufacturing Company, melynek a leányvállalataként működött tovább.
A LeBaron több emlékezetes karosszériát is tervezett amerikai autógyártóknak, például a Chryslernek az Imperial luxusmodellekhez, a Cadillacnek és a Dusenbergnek. A Chryslernek végzett utolsó munkái közé tartozik a látványos, karosszériába épített légterelőkkel, nagy mennyiségű alumínium felhasználásával készült Newport Phaeton, valamint az 1941-es Thunderbolt. Utóbbi egy letisztult formatervű kabrió volt, bukólámpákkal és szögletes, fém keménytetővel, amit az az Alex Tremulis tervezett, aki 1948-ban a legendás Tucker 48-at is megalkotta.
1953-ban a Chrysler felvásárolta a LeBaront, majd két évvel később létrehozta saját luxusmárkáját, az Imperialt. Ez 1956 és 1975 között működött és a legjobban felszerelt modelljei a LeBaron nevet kapták.

## LeBaron karosszériás Chrysler Imperial (1931–1941)
Az első LeBaron karosszériás Imperialok az 1930-as években jelentek meg és olyan luxusautó-gyártókkal vette fel velük a versenyt a Chrysler, mint a Cadillac, a Lincoln vagy a Packard.
Az 1930-as évek közepén a Chrysler bemutatott egy radikálisan új, áramvonalas, art déco karosszériadizájnt az Imperialokhoz. Ezek a modellek Airflow Imperial néven váltak ismertté. A kínálat csúcsát jelentő CW-sorozat karosszériáit a LeBaron készítette. A formaterv jóval előrehaladottabb volt, mint az akkoriban megszokott, megelőzve korát, de a Chrysler vásárlói számára túl radikális volt, amit jól mutatott, hogy a nem Airflow karosszériás modellekből háromszor annyit vásároltak.
A LeBaron társalapítóját és korábbi tervezőjét, Raymond H. Dietrichet 1932-ben a Chrysler alkalmazta, mint házon belüli dizájnert. Az Airflow modellek sikertelensége után őt kérték fel, hogy tervezzen olyan karosszériákat, melyek a konzervatívabb vásárlóközönség igényeit is kielégítik. Több más autógyártó vállalat is elkezdett házon belüli tervezőcsapatokat toborozni, ami miatt korábbi megrendelői egyre kevesebb munkára kérték fel a LeBaront. Az 1930-as évek végére a LeBaron/Briggs egyre több karosszériát tervezett a Chryslernek és kevesebbet a Fordnak. Hamarosan a Chrysler lett a cég fő megrendelője, ami mellett időnként a Packard, a Hudson és a Graham-Paige is felkérte időnként egy-egy munkára. Az 1940-es évek elejétől a LeBaron fokozatosan elvesztette üzleti fontosságát a Briggs szemében, de egészen 1953-ig a leányvállalata maradt, amíg a Chrysler fel nem vásárolta anyavállalatával együtt.
A LeBaron két utolsó munkája a Chrysler számára két tanulmányautó volt, az egyik az áramvonalasság miatt formabontó, alumínium karosszériával készült Newport Phaeton, a másik a bukólámpás kabrió, a Thunderbolt volt.

## Imperial LeBaron (1956–1975)
A Chrysler 1955-ben bemutatta saját különálló luxusmárkáját, az Imperialt. Ezek a modellek Imperial márkanév alatt jelentek meg a piacon, mindenféle a Chryslerre utaló embléma vagy név nélkül. Az 1956 és 1975 között megjelent Imperialok legjobban felszerelt változatai a LeBaron nevet kapták. A LeBaront követte felszereltségben a Crown, a kínálat alját pedig egy ideig névtelen darab követte, mely 1960-ban megkapta a Custom nevet. Ezen elnevezéseken kívül a Southampton utótagot minden olyan modell megkapta, mely oszlop nélkül keménytetővel készült.
Az Imperial LeBaronok közvetlen riválisai voltak az olyan luxusautó-gyártók modelljeinek, mint a Cadillac, a Lincoln és a Packard, csakúgy, mint a klasszikus Chrysler Imperial modellek esetében, az 1930-as években.
Az utolsó Imperialt 1975 júniusában szerelték össze. A márka megszűnésének fő oka az 1970-es évekbeli energiaválság okozta gazdasági megingás és az abból adódó csökkenő kereslet okozta. Ráadásul ennek eredményeként az Amerikai Egyesült Államok Kongresszusa bevezetett egy energiagazdálkodási törvényt is, melyen keresztül megszületett az amerikai autógyártás történetének első üzemanyag-fogyasztási normája, így különösen nehéz dolga lett volna a jövőben a kifejezetten nagy hengerűrtartalmú autókat készítő Imperialnak.

### Galéria

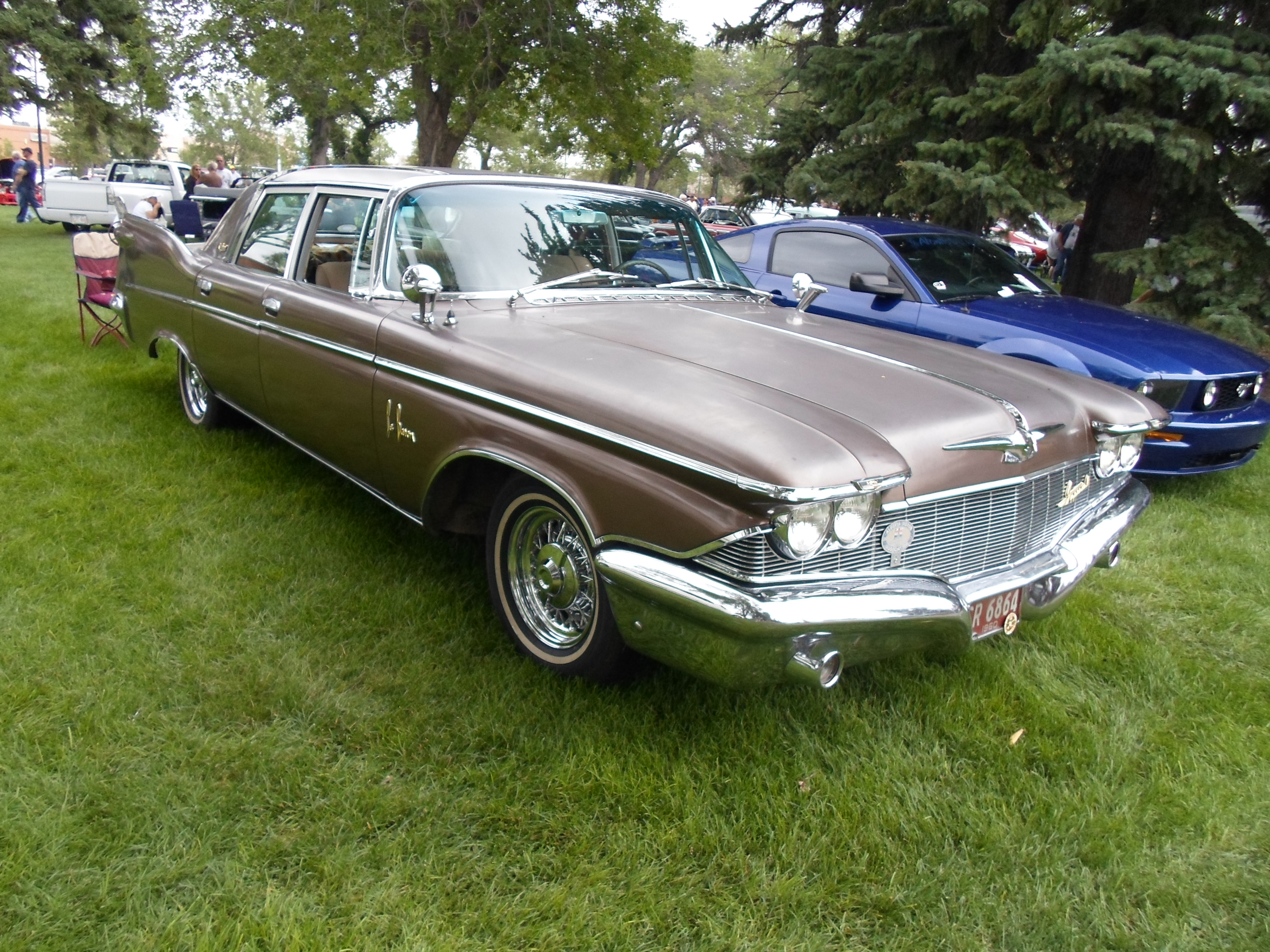
1960-as Imperial LeBaron
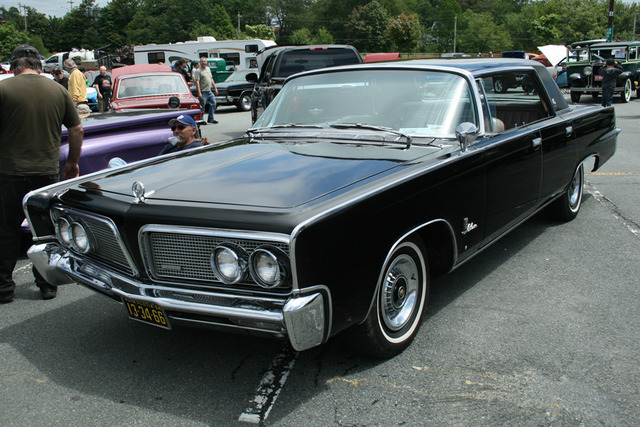
1964-es Imperial LeBaron
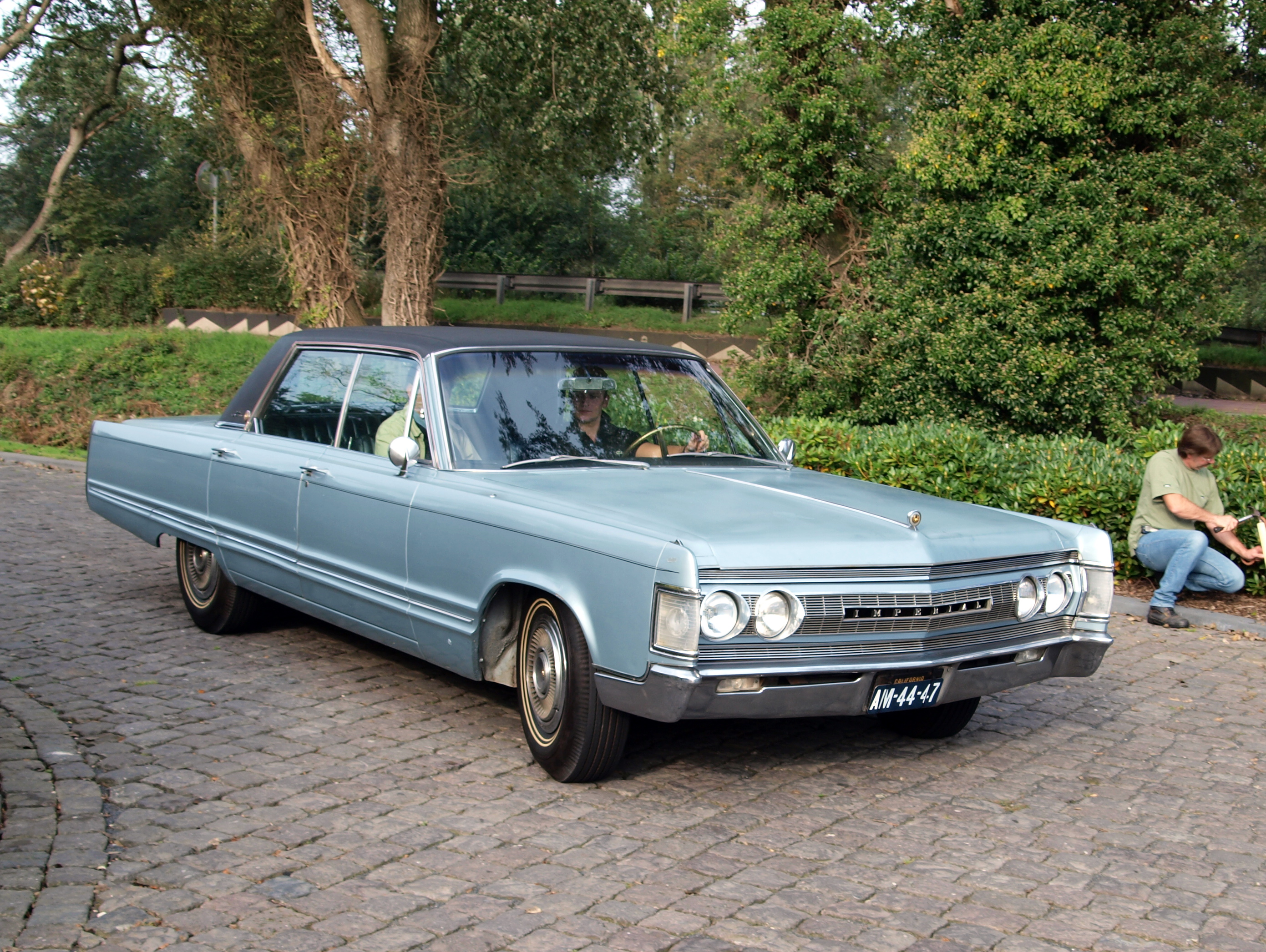
1967-es Imperial LeBaron
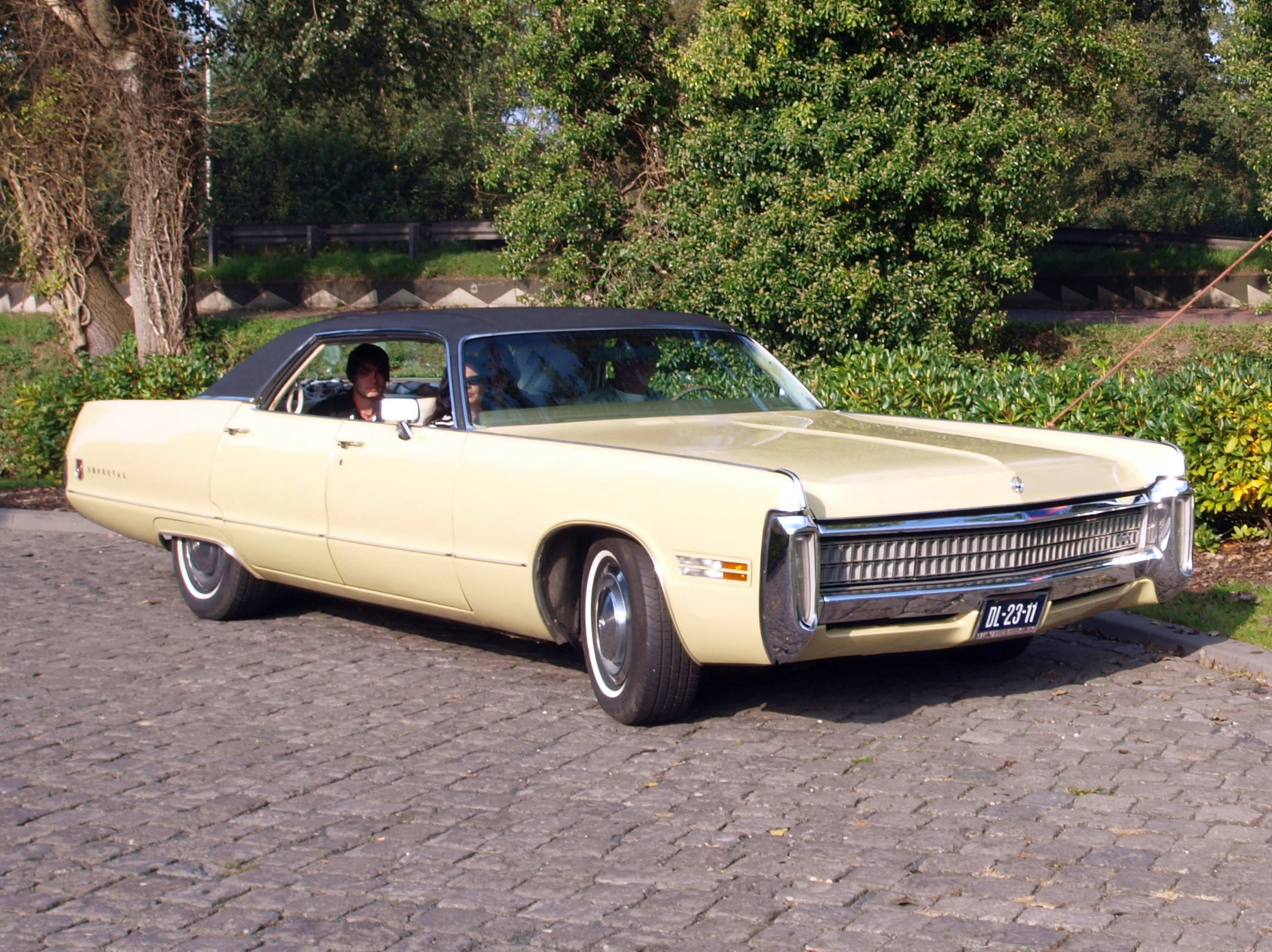
1972-es Imperial LeBaron
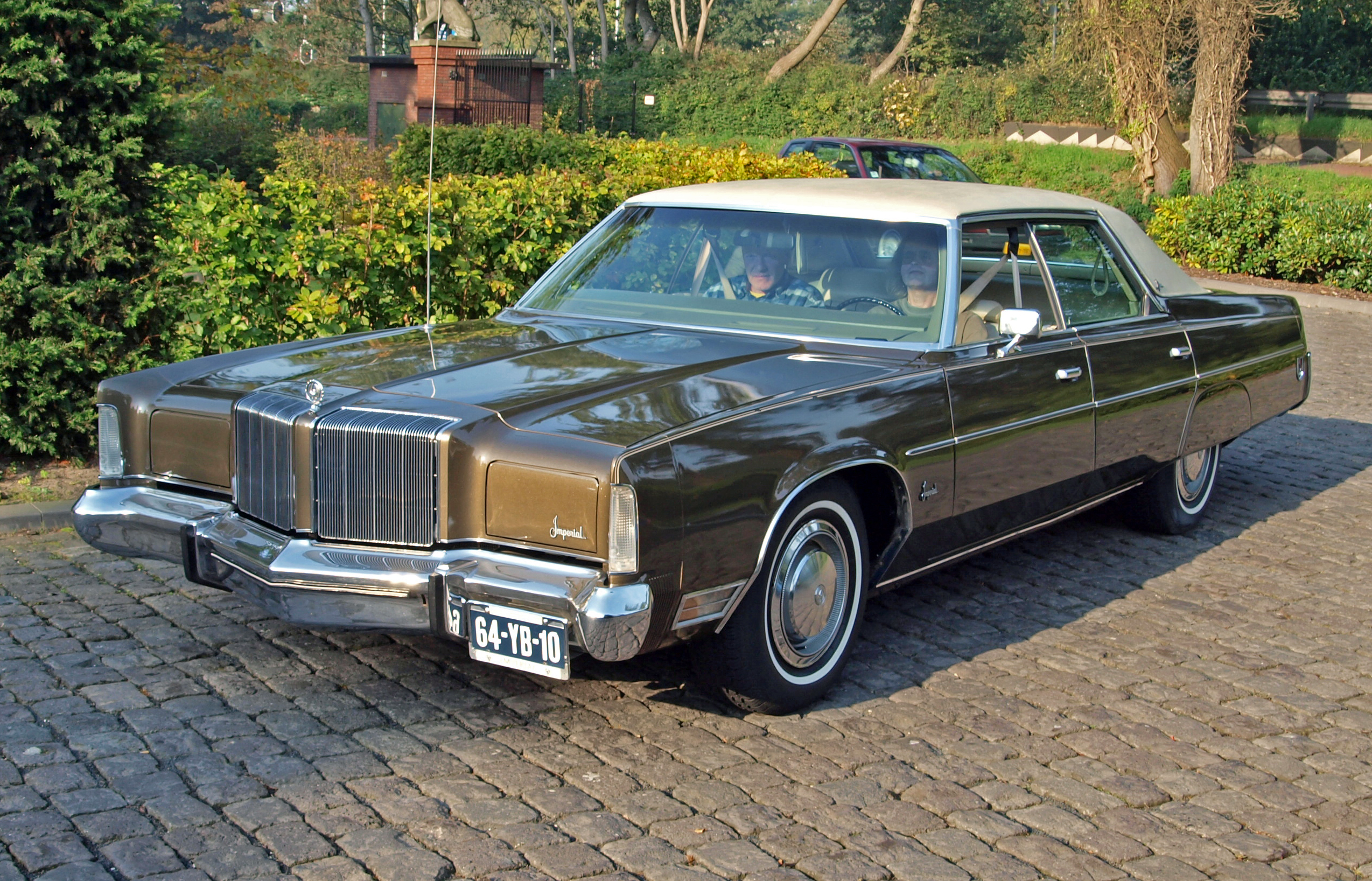
1974-es Imperial LeBaron

## Chrysler LeBaron első generáció (1976–1981)
A LeBaron modellnevet korábban már használták Imperialokon és nemhivatalosan a csúcskategóriás Chrysler Imperialokat is nevezték Chrysler Imperial LeBaronnak a karosszéria gyártójára utalva. A név 1976-ban tért vissza, a Chrysler frissen bemutatott modelljén. Az autó a Dodge Aspen padlólemezére épült, de eltérő karosszériával készült, mely az M-body nevet kapta. Bemutatásának célja az volt, hogy az Aspen minőségibb, jobban felszerelt alternatívája legyen a vásárlók számára. Eleinte csak négyajtós szedán és kétajtós kupé karosszériával készült, de az 1978-as modellévben bemutatásra került egy kombi változat is, mely több korábbi C-body karosszériás Chrysler kombihoz hasonlóan a Town & Country nevet kapta. A motorkínálat egy 3,7 literes soros hathengeresből és egy 5,2 literes, valamint 5,9 literes V8-asból állt. A legtöbb darabot háromsebességes TorqueFlite automata sebességváltóval szerelték, de a két kisebb motorhoz 1981-ig rendelhető volt négysebességes manuális váltó is.
1979-ben a kocsi külseje némileg megújult, az 1980-as modellévre készülve. A modellfrissítés során a karosszériára több éles vonal került, magasabb és keskenyebb lett a hűtőrács, átalakultak a fényszórók és szögletesebbek lettek a hátsólámpák. A kétajtós kupé csomagtartófedele letisztult, egyenes lett a korábbi kiemelkedésekkel és csúcsos formákkal ellentétben. A belsőtér is több átalakításon esett át, hogy még inkább a luxus érzését keltse. Ugyanebben az évben piacra került egy "Fifth Avenue" felszereltségi csomag, mely végül mindössze 654 LeBaronba került bele. Nem sokkal később a rendőrségi csomag is megvásárolható lett az autóhoz.
Az 1982-es modellévben a LeBaron modellnevet egy K-body karosszériás elsőkerék-meghajtású modell kapta, az M-body szedán karosszériáját pedig a Chrysler New Yorker örökölte meg. Az M-bodys kombik és kupék gyártása 1981 után befejeződött. A New Yorkert 1983-ban átnevezték Fifth Avenue New Yorkerre, majd egy évvel később Fifth Avenue-ra. A széria gyártása 1989-ben fejeződött be, úgy, hogy a dizájn nem sokat változott az 1980-as LeBaronhoz képest.

### Galéria

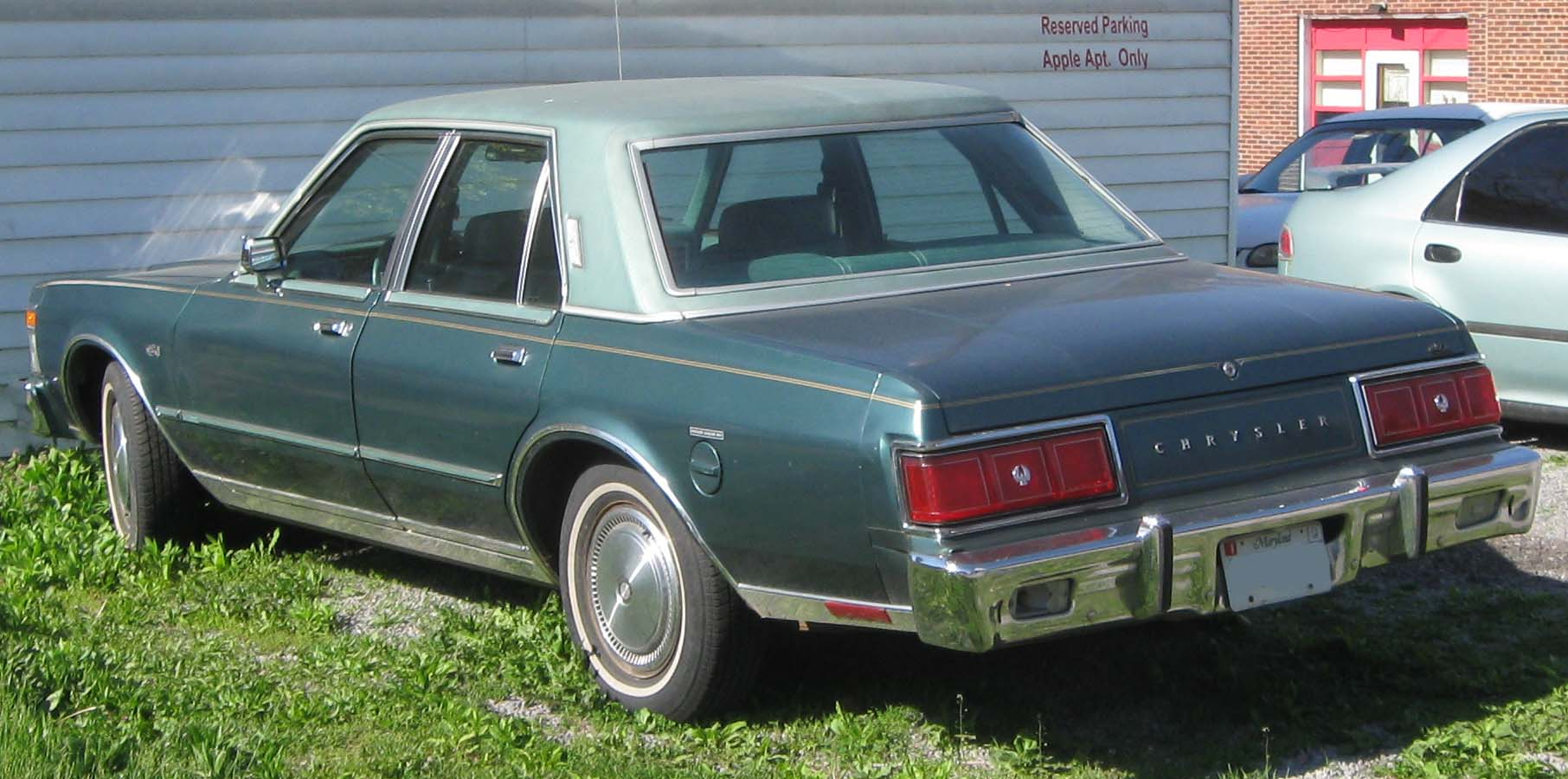
1980-as LeBaron szedán
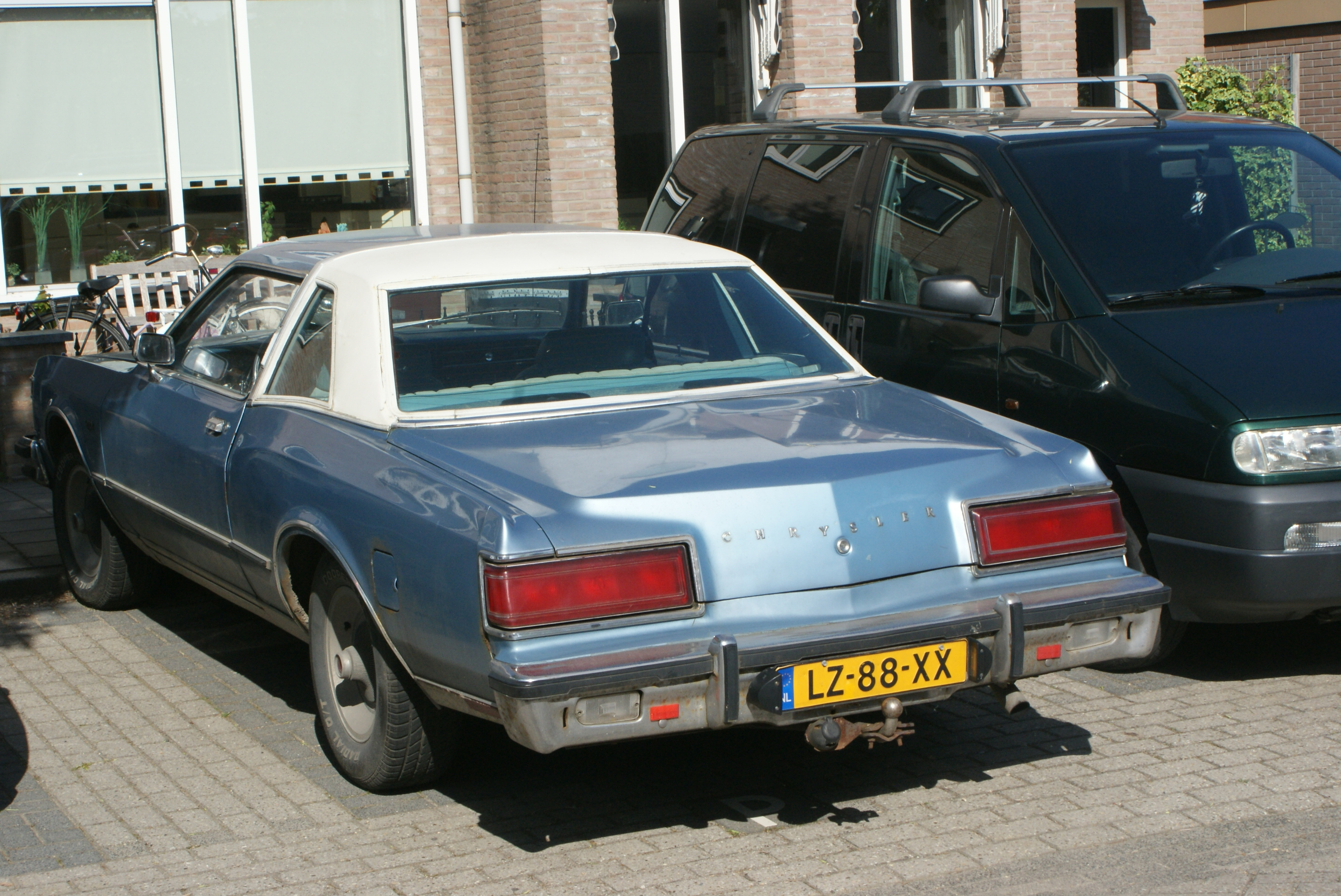
1980-as LeBaron kupé
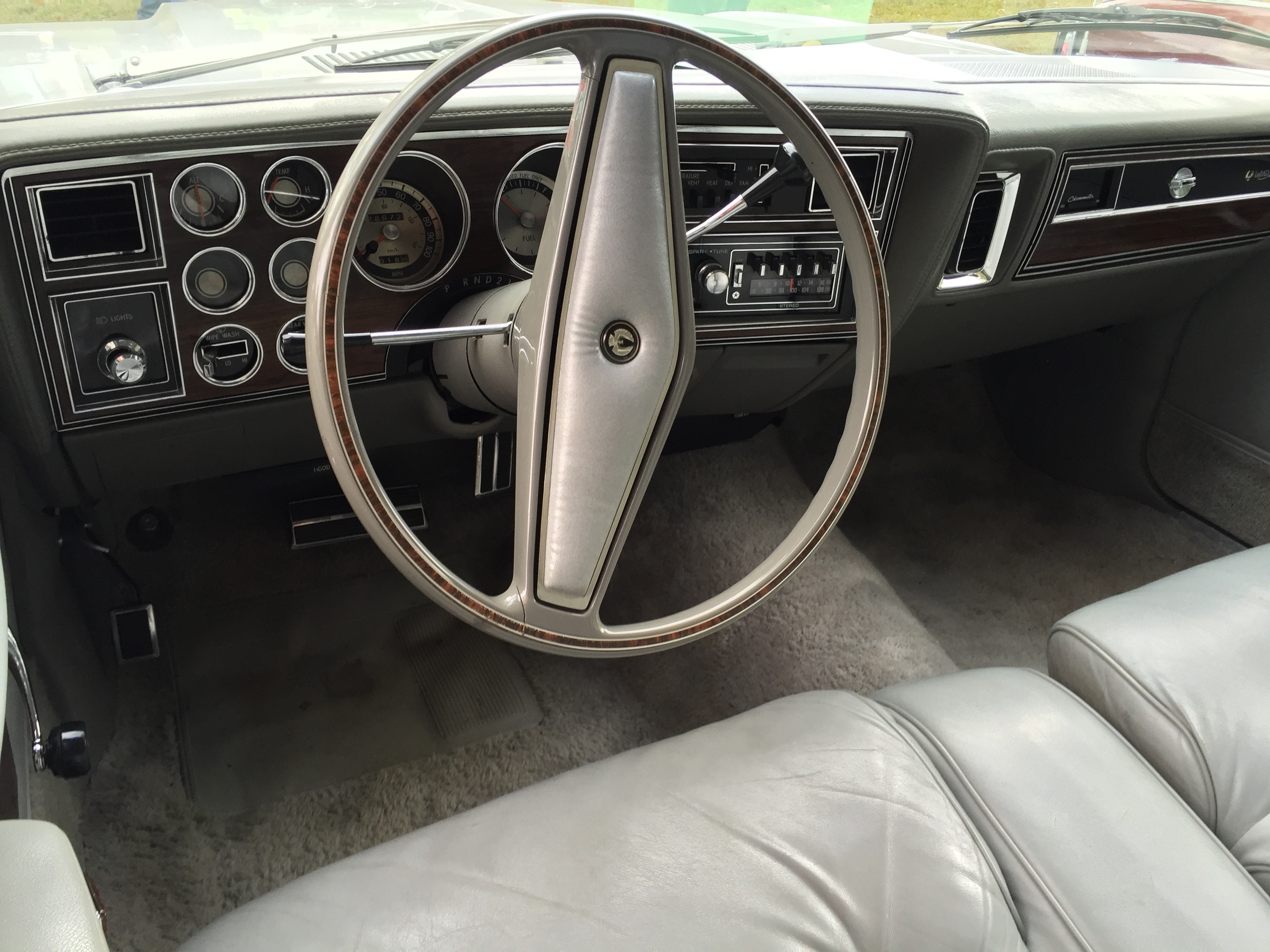
Egy 1978-as modell belseje
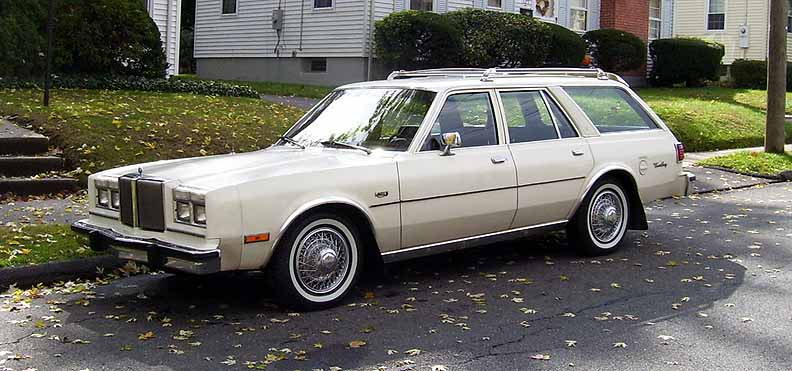
1980-as LeBaron kombi
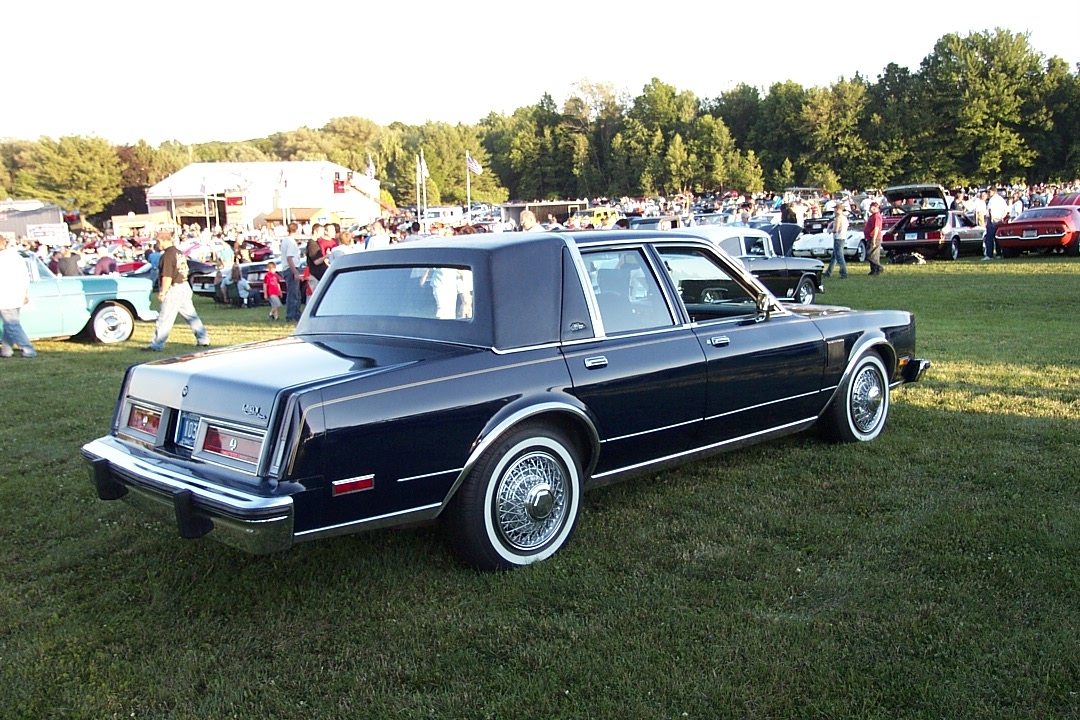
A limtált szériás 5th Avenue

## Chrysler LeBaron második generáció (1981–1988)
1981 második felében a LeBaron a korábbi M-body helyett K-body alapokra került, és elsőkerék-meghajtású lett. Ezzel az akkoriban prémiummárkának számító Chrysler legolcsóbb modellje lett. Eleinte csak szedán és kupé változatokban volt elérhető.
1982-ben megjelent egy kabrió verzió is, mely az első, teljes mértékben házon belül gyártott amerikai kabrió lett az 1976-os Cadillac Eldorado óta. Ezt nem sokkal később egy kombi követte, mely a hagyományoknak megfelelően a Town & Country nevet kapta. 1983 és 1986 között limitált példányszámban gyártottak egy Town & Country kabriót is, az eredeti, 1940-es Town & Countryéhoz hasonló fahatású berakásokkal az oldalán. Ebből mindössze 1105 darab készült, és a gyártás vége felé mindegyik ilyen darab a gazdag Mark Cross felszereltségi csomagot kapta.
Bár műszakilag hasonló volt, mint a Dodge Aries és a Plymouth Reliant, az eleje a nagyobb és drágább E-body karosszériás szedánokéra hasonlított. A kocsi rendelkezett a Chrysler elektromos hang-figyelmeztető rendszerével (EVA), mely beszédhangon, teljes mondatokat mondva figyelmeztette a járművezetőket a különböző veszélyekre, például a kikapcsolt biztonsági övre.
A LeBaron 1986-ban modellfrissítésen esett át, mely során eleje és hátulja is lekerekítettebb lett a kedvezőbb aerodinamikai tulajdonságok érdekében. A kupék és kabriók gyártása 1986-ban befejeződött, mivel még abban az évben megjelent belőlük egy új, J-body karosszériás generáció. A szedán és a kombi összeszerelése 1988-ig folytatódott apróbb változtatásokkal, mielőtt 1989-ben megjelent volna az új AA-body alapokra épülő szedán.

### Galéria

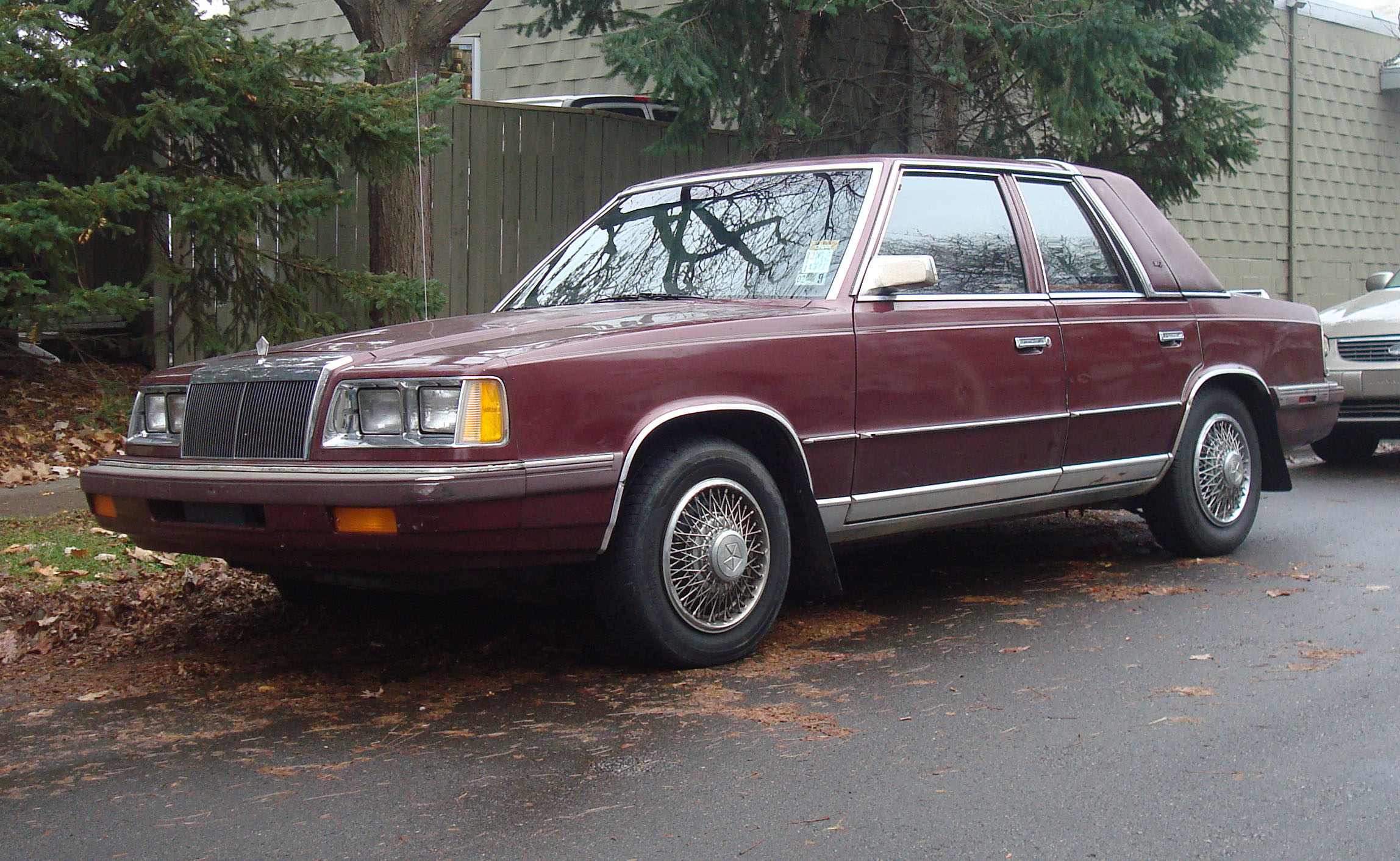
1987-es Chrysler LeBaron szedán
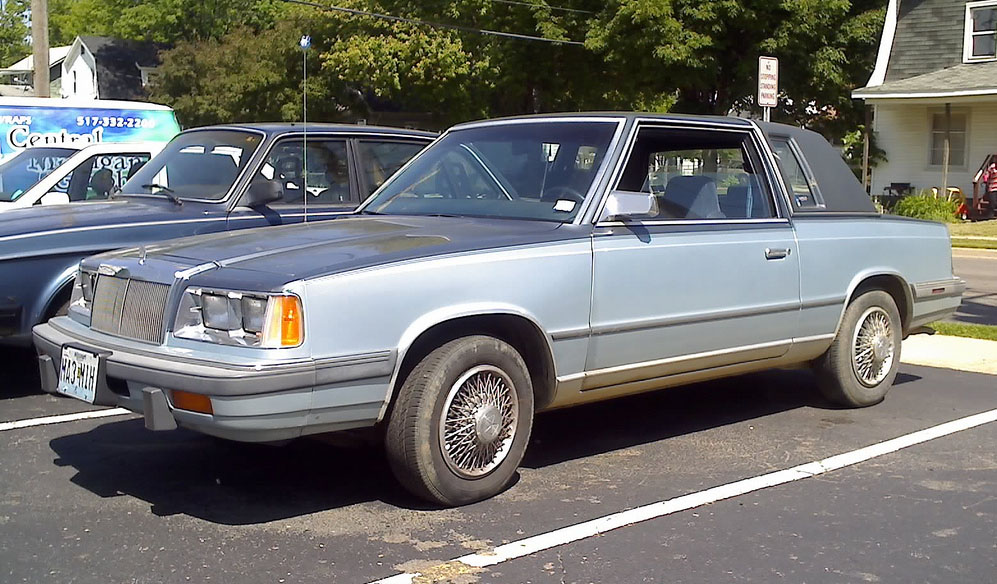
1986-os Chrysler LeBaron kupé
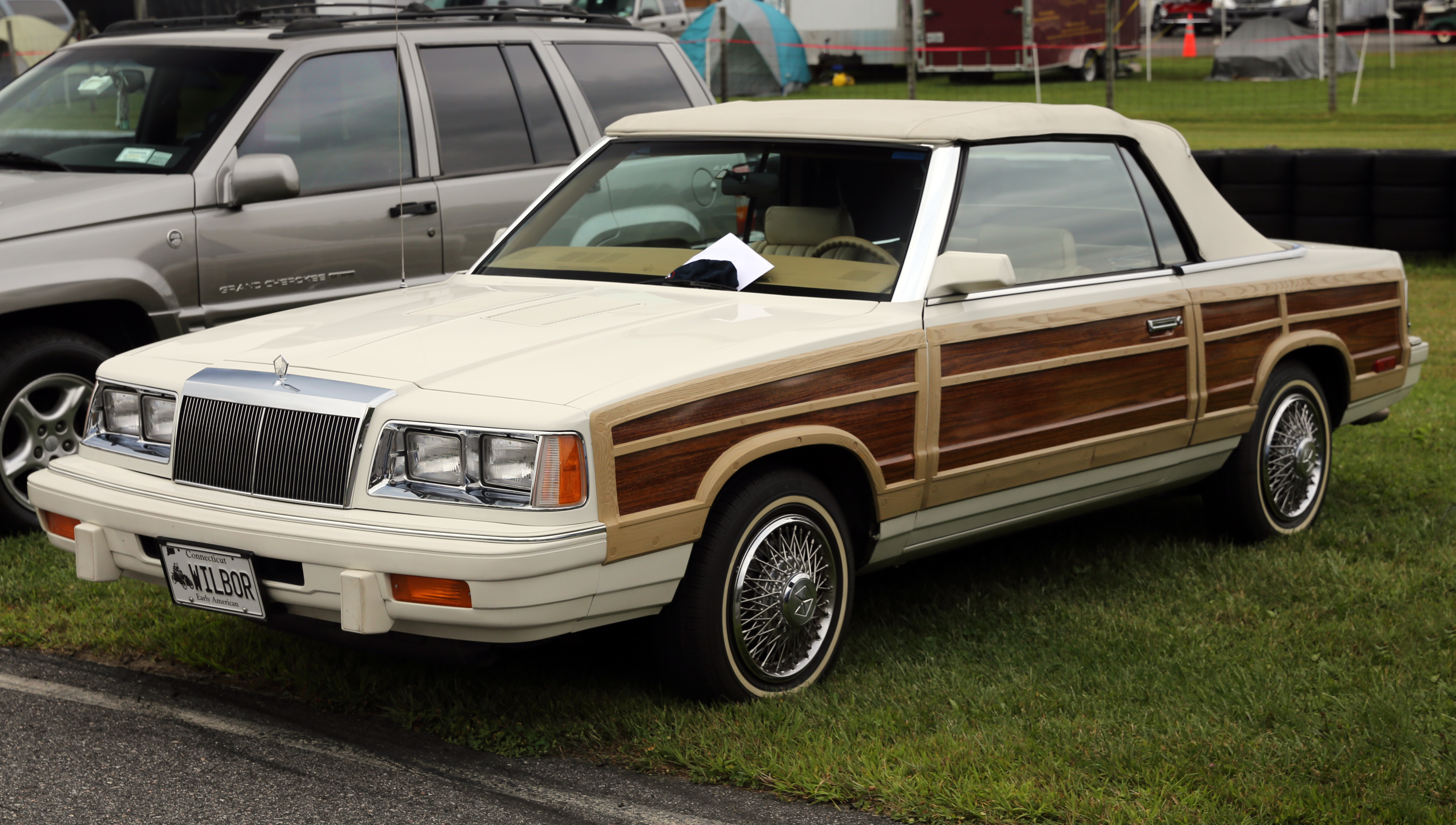
1986-os Chrysler LeBaron Town & Country kabrió
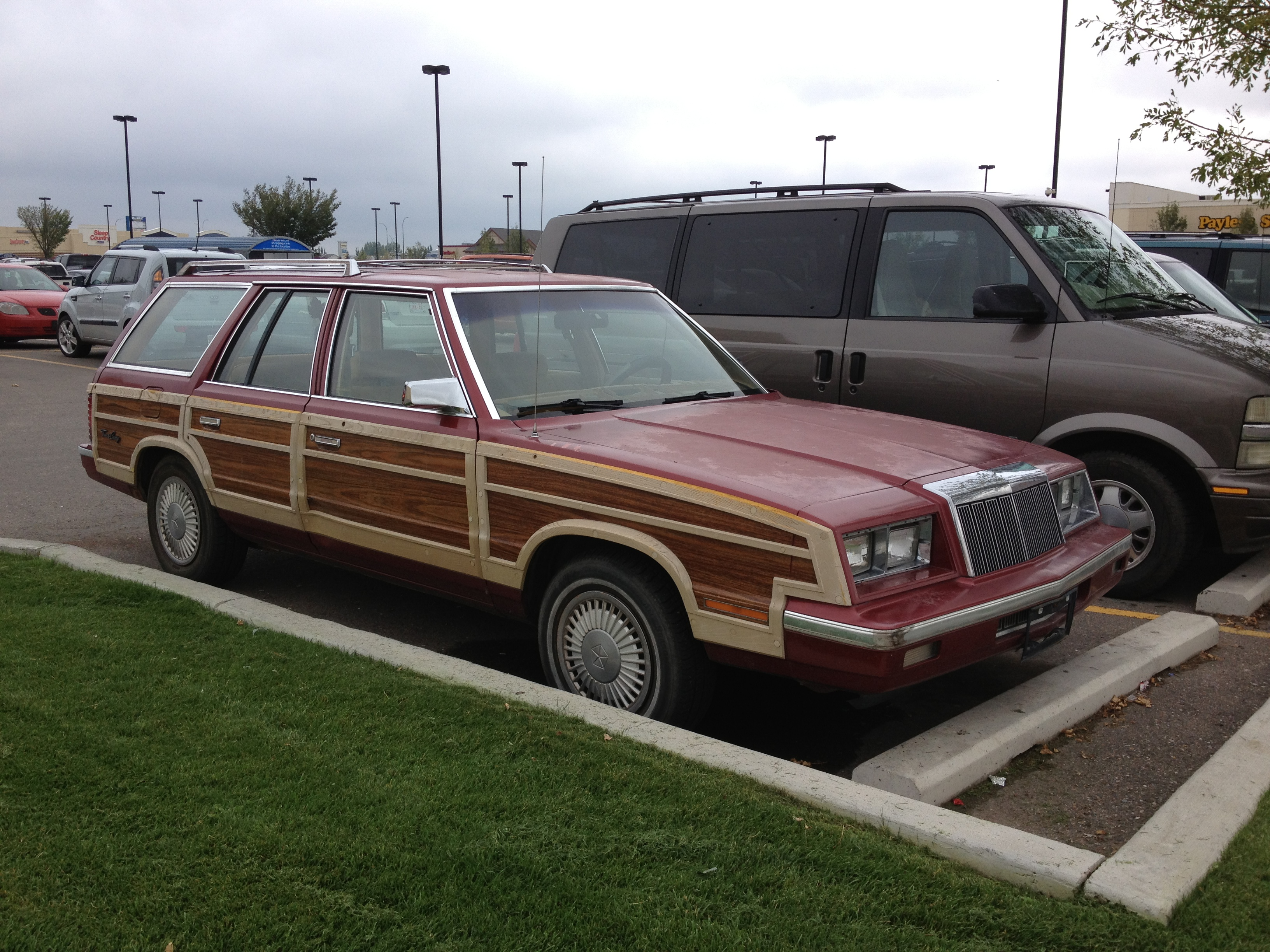
1985-ös Chrysler LeBaron Town & Country kombi
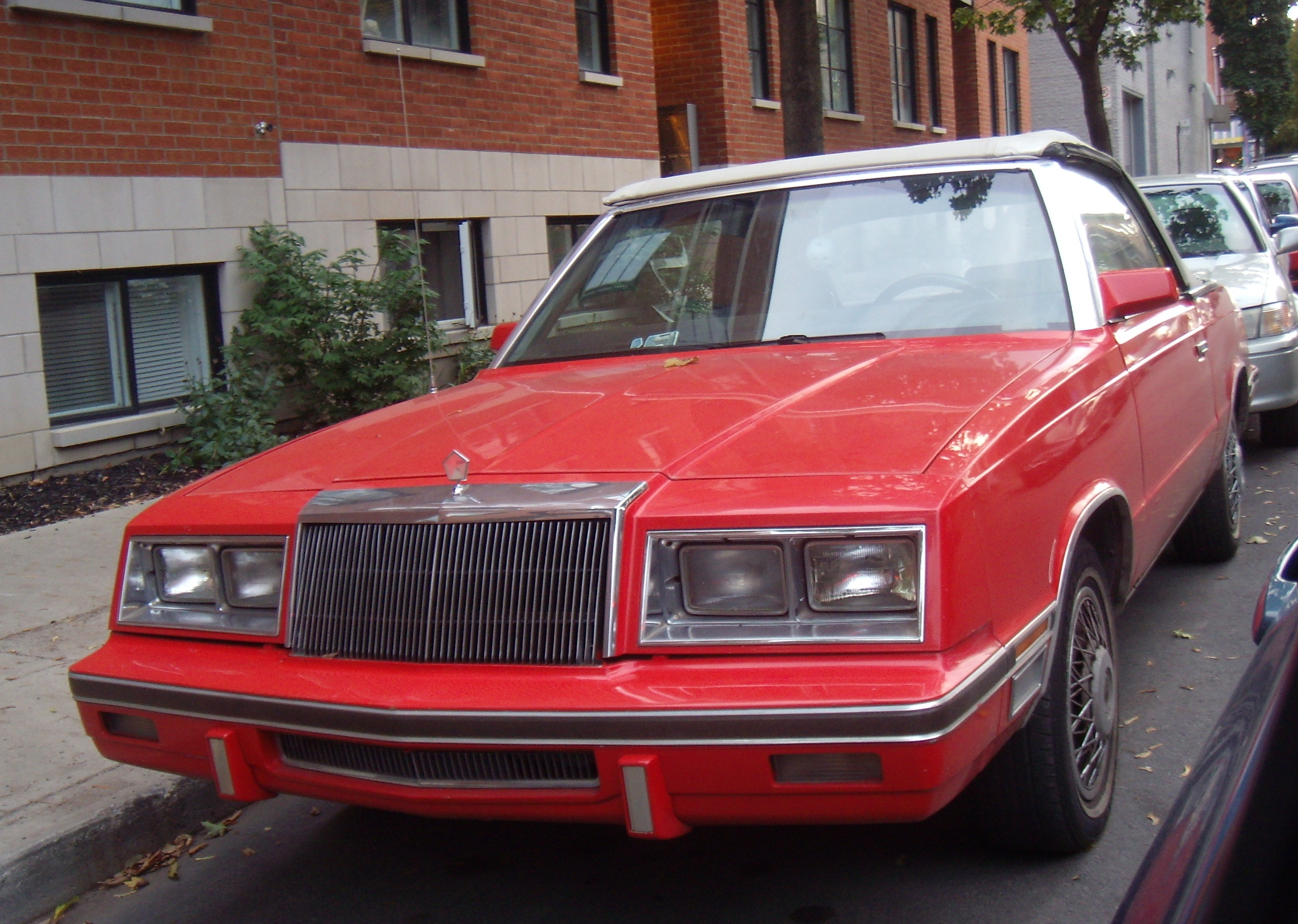
A hagyományos kombiváltozat

### LeBaron GTS (1984–1989)
Az 1985-ben bemutatott LeBaron GTS alapjait tekintve is más autó volt, mint a hagyományos LeBaron, hiszen a K helyett a H-body platformra épült. Közvetlen riválisa a Cadillac áltat készített Cimarron volt, hasonló felszereléseket kínálva a vásárlóknak. Míg az eredeti LeBaron a kifinomultságra és a kényelemre helyezte a hangsúlyt, addig a GTS és testvérmodellje, a Dodge Lancer a teljesítményre. Az alapárért cserébe 2,2 literes, soros négyhengeres motor járt az autóhoz, amit később leváltott egy 100 lóerő (75 kW) leadására képes 2,5 literes, injektoros darab. Ezek mellett egy 2,2 literes turbós erőforrás is megvásárolható volt, 146 lóerővel (109 kW). 1989-től a GTS utónév elhagyásra került, mivel ekkor már nem gyártották a K-body karosszériás szedán LeBaront. Az utolsó LeBaron GTS 1989. április 7-én hagyta el a gyártósort.

### A GTS az európai piacokon
Több évnyi szünet után a Chrysler 1988 áprilisától ismét elkezdett saját márkanév alatt modelleket értékesíteni Európában. Ezek közül egyik a Chrysler GTS volt, mely tulajdonképpen a Dodge Lancer SE Chrysler emblémával ellátott változata volt. Az értékesítési adatok meglehetősen visszafogottak voltak a modell esetében.

## Chrysler LeBaron harmadik generáció – kupé/kabrió (1986–1995)
Miután az előző generációs kupék és kabriók gyártását 1986-ban befejezte a Chrysler, az 1987-es modellévben megjelent ezek utódja, mely a K-bodyból származó J-body alapokra épült. Az új LeBaron kifejezetten modern és áramvonalas volt szögletes elődjéhez képest. Lekapcsolt állapotban a fényszóról előtt egy takarólemez volt, jellegzetes vízesés-hűtőmaszk került rá, szélvédője az elődénél jóval döntöttebb volt, hátsólámpája pedig hátulja teljes szélességében végighúzódott, de valójában csak a szélei világítottak. A mexikói piacon ezek az autók Chrysler Phantom néven voltak ismertek.
A motorválasztékot eleinte egy 2,2 és egy 2,5 literes egység, valamint ezek turbófeltöltős változatai alkották, melyekhez 1990-hez hozzáadódott egy 3,0 literes, V6-os Mitsubishi motor is. Ezek mellett Mexikóban a 2,2 literes turbós motor 16 szelepes változata is elérhető volt a kocsihoz, melyet Amerikában csak a Dodoge Spirit R/T változatához árultak.
A LeBaron a hagyományos műszerek mellett fedélzeti számítógépet is kapott, melyen figyelemmel követhető volt többek között az üzemanyag-fogyasztás is. 1990-ben megújult a kocsi belseje, új műszeregységgel, ajtókárpitokkal és középkonzollal. Minden változtatás a lágyabb és lekerekítettebb formákat célozta, az addigi szögletes kialakítás helyett, ezzel megfelelve az 1990-es évek eleji formatervezési elvárásoknak és irányelveknek.
Az 1992-es LeBaron kupékhoz és kabriókhoz rendelhető volt egy sportcsomag, mely többek között egyszínű külsőt tartalmazott, színre fújt hűtőráccsal, díszlécekkel és csomagtartóemblémával. Emellett 14 colos kerekek jártak az autóhoz, a hátsólámpa alatt végighúzódó krómcsík helyére egy fekete darab került és ablakkeret díszei is feketék lettek.

### Az 1993-as modellfrissítés
Az 1993-as modellév kezdetése a LeBaron némileg megújult. A legszembetűnőbb változtatás az volt, hogy a rejtett fényszórók helyére olcsóbb, hagyományos típusú lámpatestek kerültek. Továbbá minden modell megkapta a borostyánsárga hátsó indexburákat, melyeket 1992-ben mutattak be először és korábban csak a legmagasabb felszereltségű darabokhoz jártak. 1994-ben bemutatták a "Bright LX" nevű dekorációs csomagot, valamint az utasoldali légzsákot. Előbbi króm hűtőrácsot, emblémákat, feliratokat és díszléceket tartalmazott a színre fújtak helyett. A vásárlók egy 2,5 literes, soros négyhengeres szívó, egy turbós 2,2 literes és 2,5 literes, valamint egy 3,0 literes V6-os Mitsubishi motor közül választhattak. Utóbbi 141 lóerős (105 kW) teljesítmény leadására volt képes. A kupé gyártását 1993-ban, a kabrióét 1995-ben fejezték be, hogy helyüket átvehesse a Chrysler Sebring.

### Motorsport
A NASCAR-tól egy szinttel lejjebb lévő ARCA versenysorozatban több csapat is épített LeBaron alapú versenyautókat, gyári Chrysler sportalkatrészek felhasználásával. Az 1988 és 1998 között versenyben lévő modellek jól teljesítettek és több versenyt is megnyertek.

### Galéria

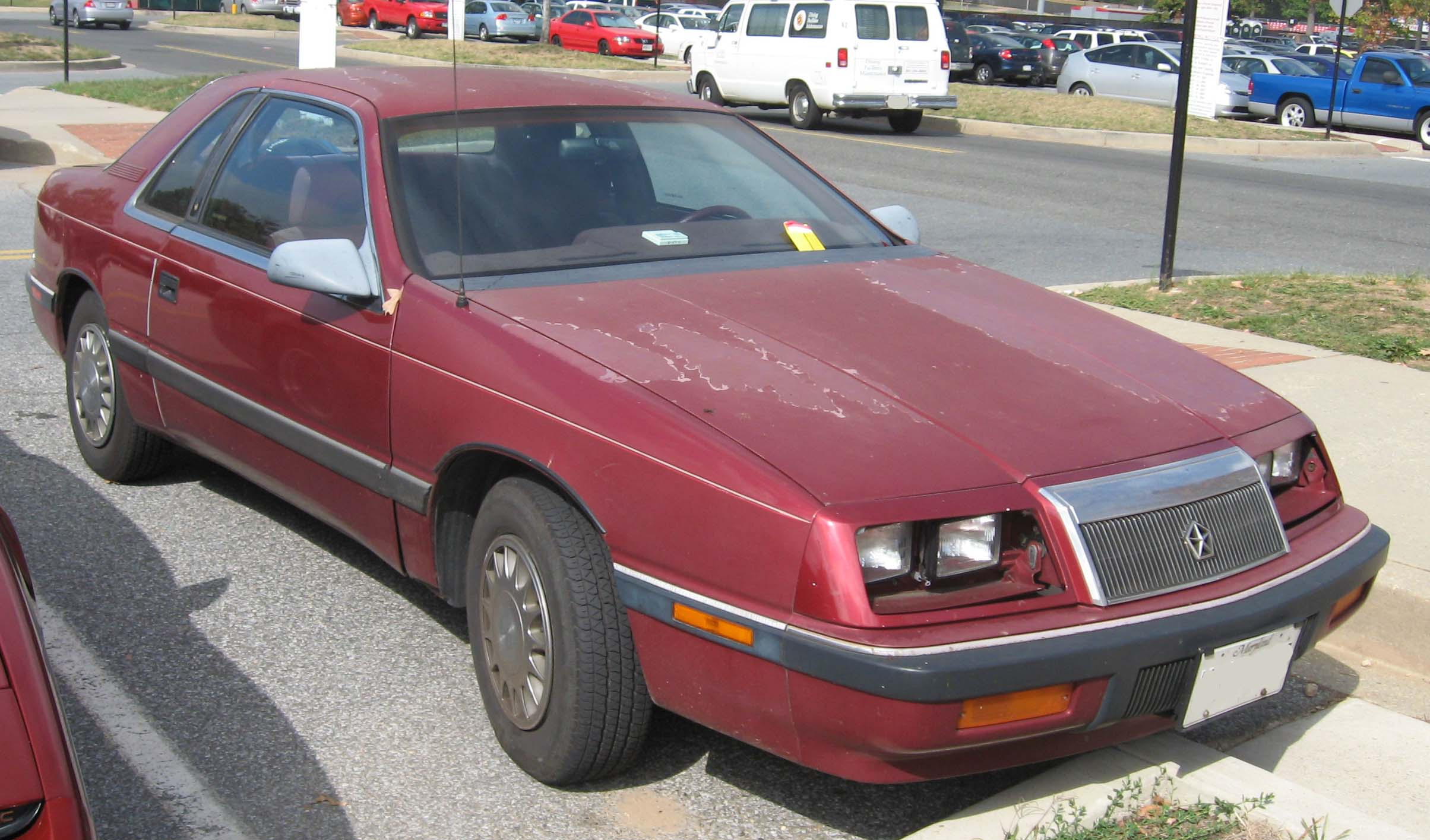
Hagyományos lámpás kupé, nyitott lámpatakarókkal
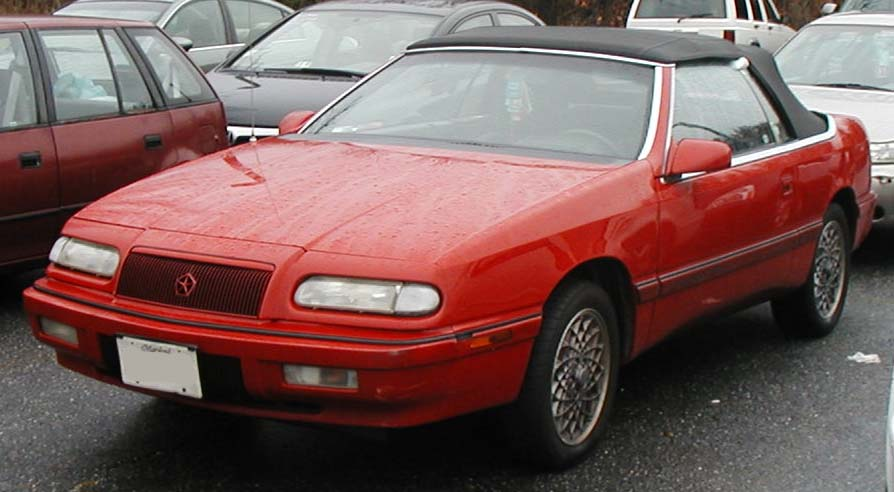
Az újabb fényszórós változat
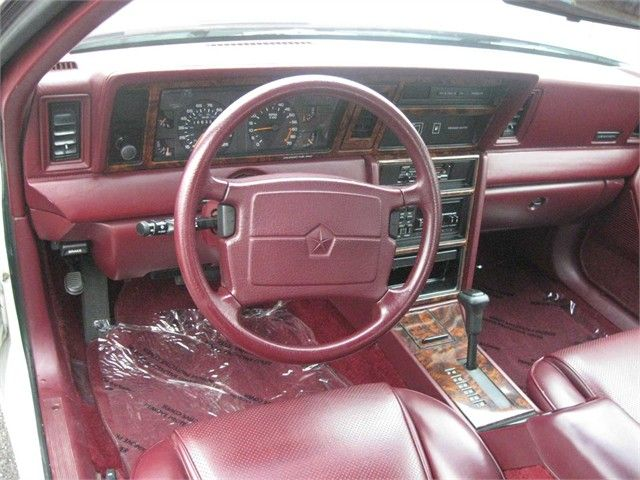
Egy 1989-es modell belseje
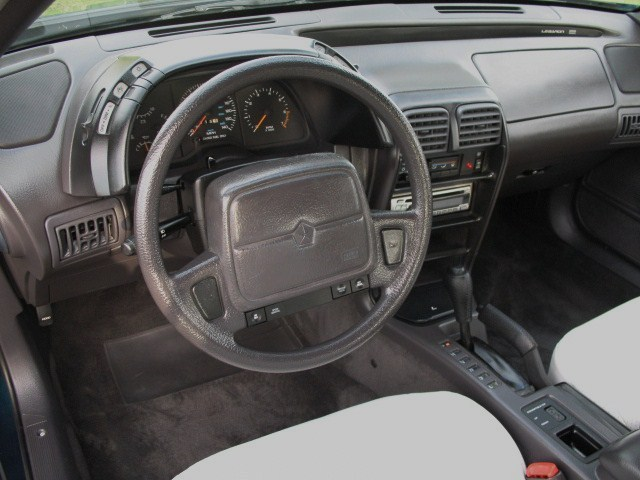
Egy 1994-es modell belseje
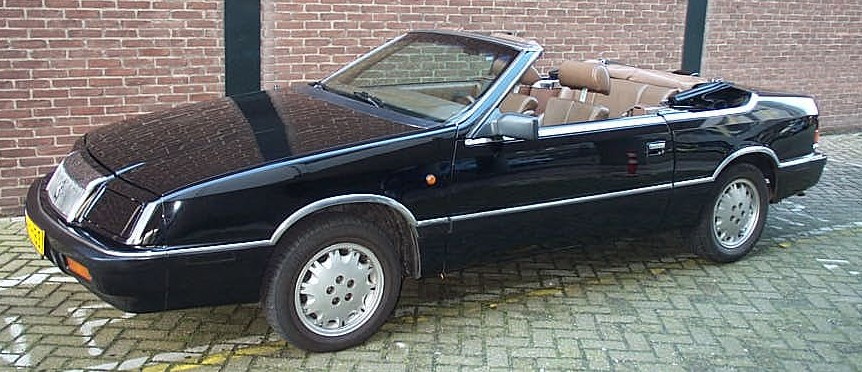
1990-es kabrió, csukott lámpatakarókkal

## Chrysler LeBaron harmadik generáció – szedán (1989–1994)
A LeBaron szedánok utolsó generációja az AA-body platformra épült, mely a J-bodyhoz hasonlóan szintén a K-bodyból jött létre. Az autót úgy tervezték, hogy a Chrysler kínálatában közvetlenül a jobban felszerelt és némileg nagyobb New Yorker alatt helyezkedjen el. Mindössze néhány részletében különbözött az olyan testvérmodelljeitől, mint a Dodge Spirit, a Plymouth Acclaim és az európai piacra szánt Chrysler Saratoga. A korábbi Chrysler, Dodge és Plymouth testvérmodellek egymáshoz való viszonya alapján a Spirit lett volna a sportosabb, az Acclaim az átlagos, a LeBaron pedig a luxusfelszereltségű változat, itt azonban ezek a kategóriák elmosódtak a felszereltségi szintek közötti túl nagy átfedés miatt.
Minden szedán karosszériás LeBaronhoz alapfelszereltség volt a vezetőoldali légzsák, az utastérben hatan fértek el és a csomagtartó is meglehetősen nagy volt. 1992-ben három különböző felszereltségi szint közül választhattak a vásárlók: alapfelszereltség (névtelen), LX és Landau. Az alapfelszereltség volt az egyetlen, melynek áráért cserébe a V6-os Mitsubishi motor helyett a 2,5 literes, soros négyhengeres Chrysler egység járt. Az LX-hez már a nagyobb motor járt, de a tető hátsó részét takaró vinilborítás és kisebb hátsólámpák csak a Landau felszereltséget megfizető tulajdonosokat illették meg. 1993-ban megújult a kocsi hátsólámpája, melyben ezúttal már az eddig a lökhárítóborításban elhelyezkedő tolatólámpák is helyet kaptak. Ugyanebben az évben a középső, LX csomag kikerült a kínálatból, az alapcsomag pedig az LE nevet kapta.
A LeBaron szedán gyártása 1994. május 18-án befejeződött, míg a Dodge Spirit és a Plymouth Acclaim december 9-ig gyártásban maradt. A LeBaron közvetlen utódja a Chrysler Cirrus lett.

### Biztonság
Az Amerikai Egyesült Államok közlekedésbiztonsági hivatala 1994-ben tesztelte a harmadik generációs LeBaront, ahol az autó ötből négy pontot ért el vezetővédelmi és hármad utasvédelmi szempontok alapján.

### Galéria

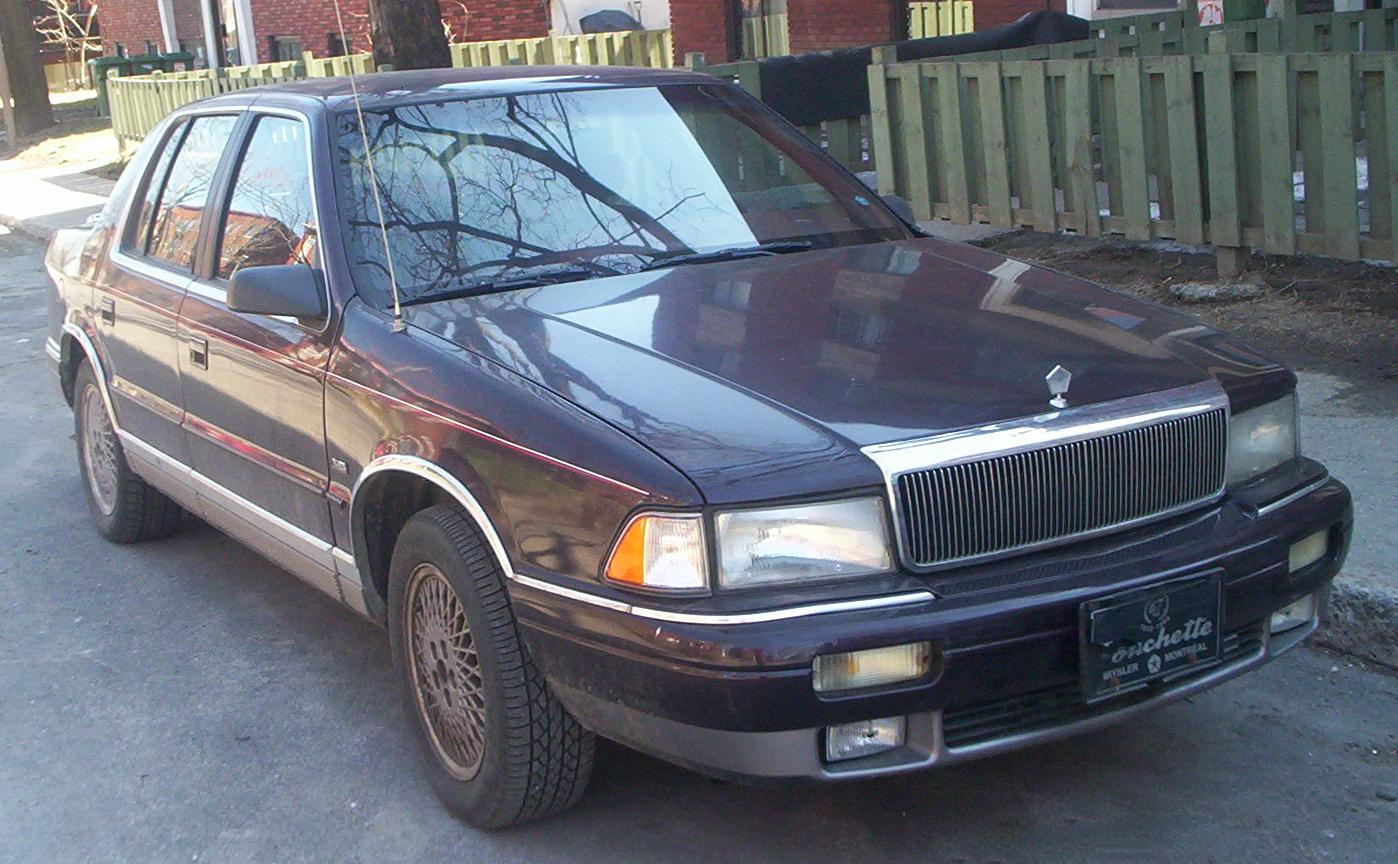
1990-1992 közötti LeBaron
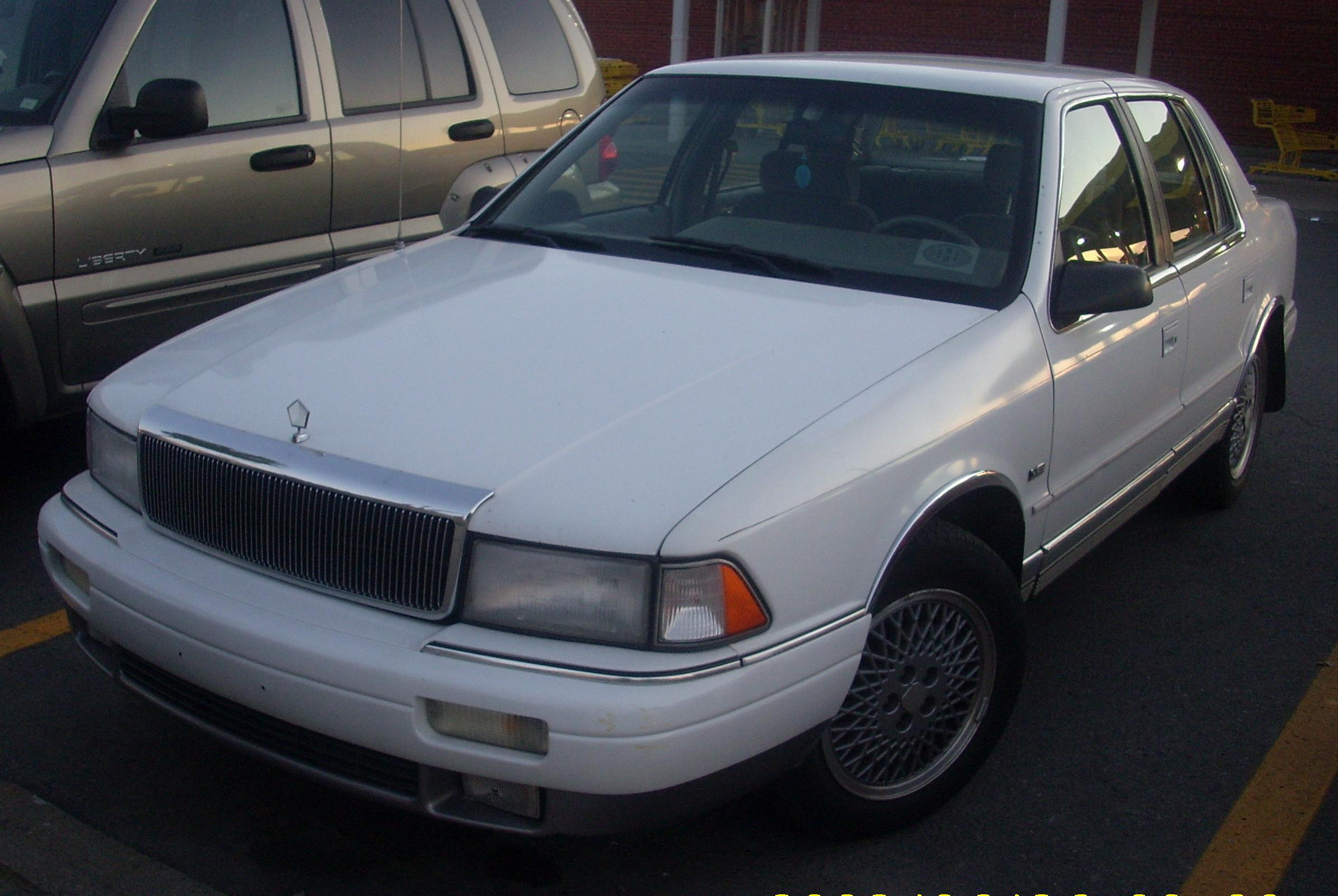
1993-1994-es LX szedán
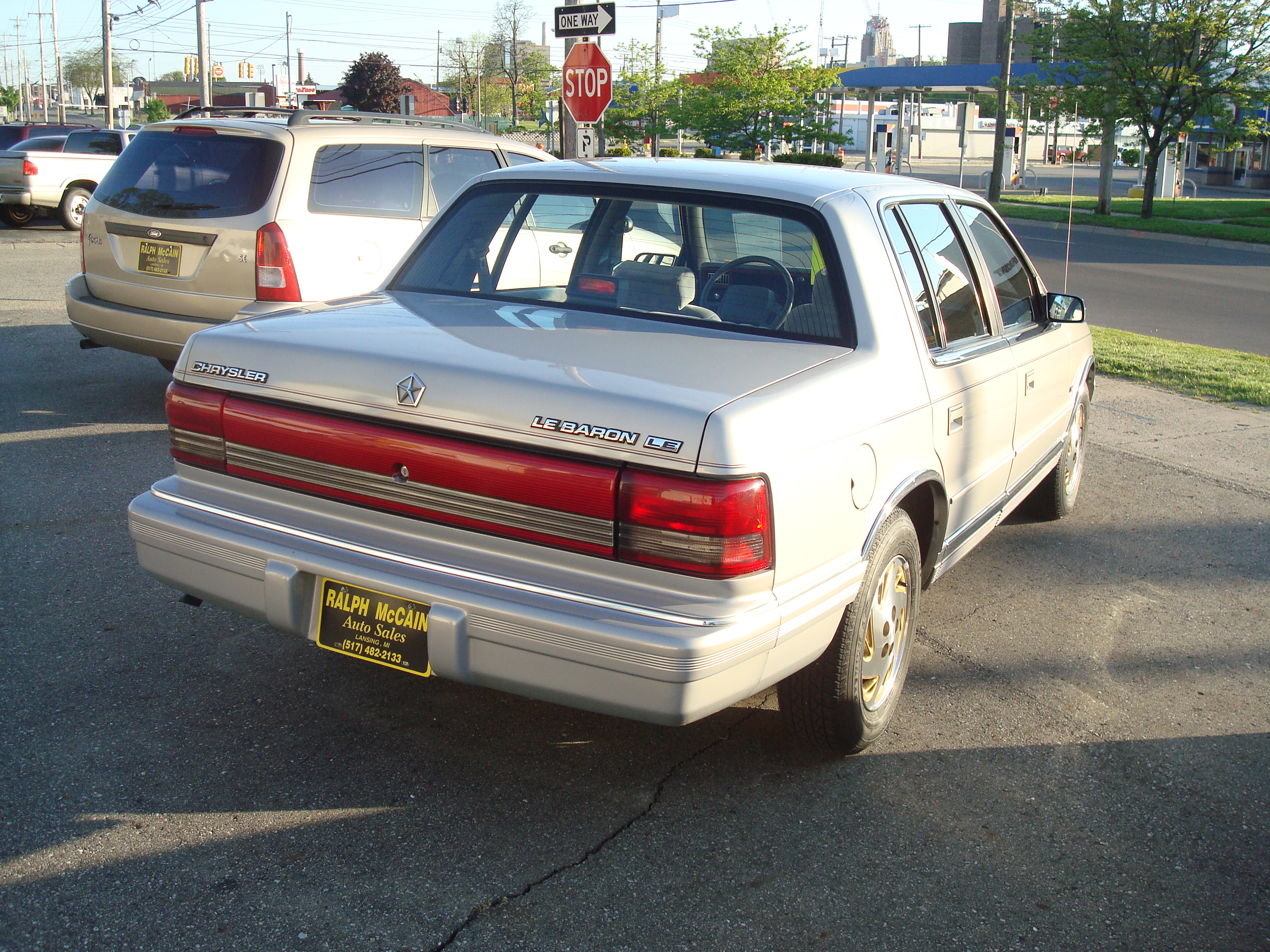
Egy LE szedán hátulról
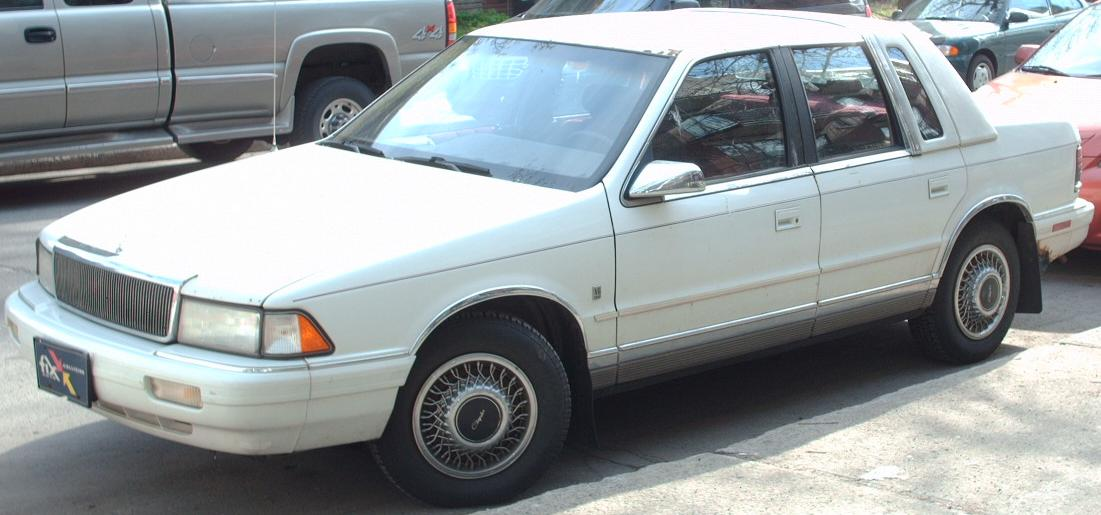
Viniltetős szedán
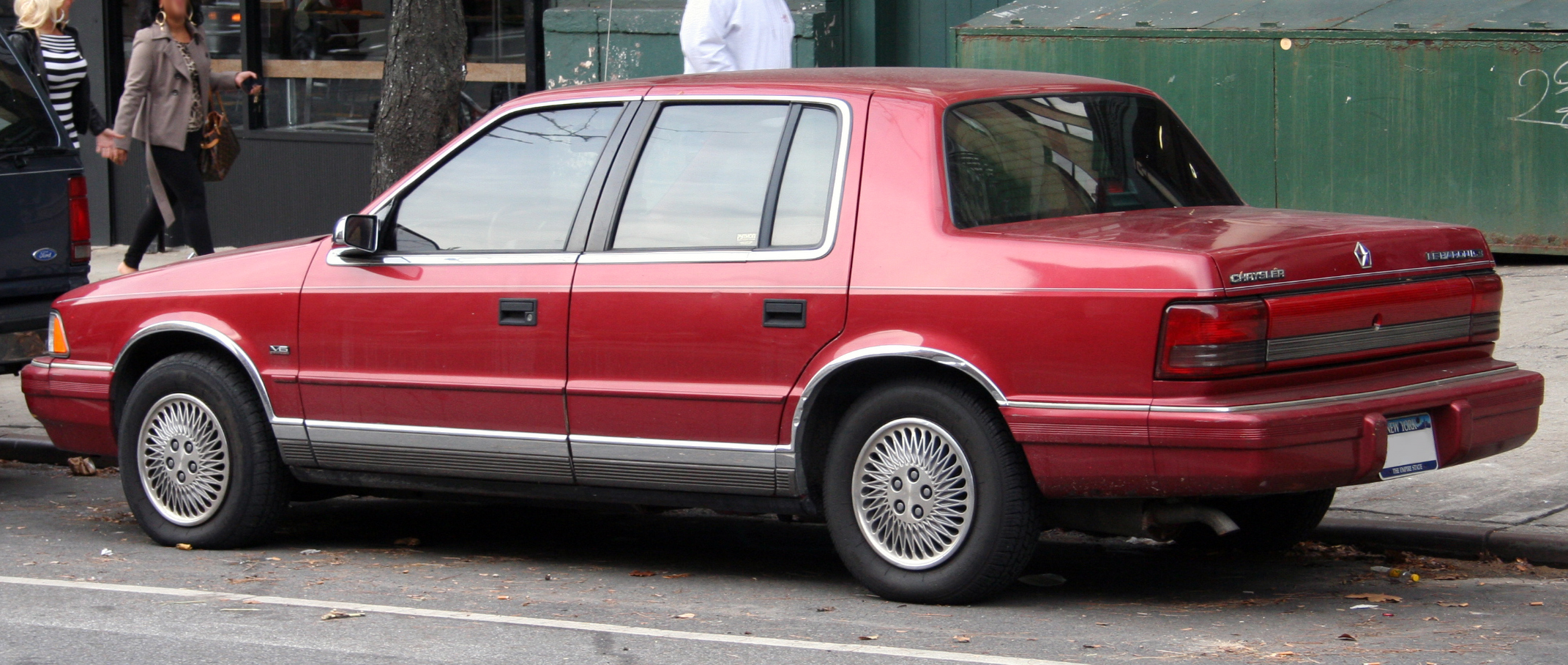
Bordó LE szedán

## A mexikói piacon
Az M- és K-body platformra épülő LeBaronokat Mexikóban, a tolucai üzemben is gyártották, előbbit az 1977-estől az 1982-es, utóbbi az 1983-astól az 1987-es modellévig árulták a hazai piacon. A K-body alapú modellek közül mindegyik karosszériaváltozatot gyártották a közép-amerikai országában, a kabriót kivéve.
A következő, J-body alapú generáció kupé változata már nem LeBaron, hanem Chrysler Phantom néven került a mexikói piacokra, a kabriót pedig egyáltalán nem árulták. A Phantomot ugyanazokkal a rendelhető extrákkal kínálták, mint az Egyesült Államokban a LeBaront, sőt, gyakrabban az egyes csomagok még több feláras felszerelést is tartalmaztak. A kocsit 1987 és 1994 között árulták, a LeBaron GTC-hez hasonló R/T változat pedig 1992-től vált elérhetővé.
Az utolsó generációs AA-body alapú szedánt Mexikóban New Yorker néven ismerték, és mindegyikhez járt viniltető. Míg a K-bodys, valamivel rövidebb kapta a LeBaron nevet, melyet két felszereltségi szinttel árultak, a magasabbikhoz az alapfelszereltség mellé viniltető és bőrbelső járt.

## Külső hivatkozások
- LeBaron-történelem
- Német LeBaron fórum
- K-body rajongói oldal